# Pyrestes nipponicus
Pyrestes nipponicus är en skalbaggsart som beskrevs av Hayashi 1987. Pyrestes nipponicus ingår i släktet Pyrestes och familjen långhorningar. Inga underarter finns listade i Catalogue of Life.